# 趙嗣芳
趙嗣芳（1582年—？），號存孩，湖廣武昌府咸寧縣人，明朝政治人物。

## 生平
萬曆二十八年（1600年）庚子科湖廣鄉試第一名舉人（解元），四十四年（1616年）中式丙辰科會試第二百五十三名，二甲第六十二名進士。都察院觀政，授戶部廣西司主事，天啟元年（1621年）任陝西鄉試副考官，二年（1622年）管滸墅鈔關，同年升戶部陝西司郎中，四年（1624年）調工部都水司郎中，五年（1625年）管節慎庫，同年出為西安府知府，改南京工部郎中，調南京戶部郎中，六年（1626年）調南京兵部武庫司郎中，七年（1627年）二月出為山東按察司副使，崇禎元年（1628年）考察去職，五年（1632年）起為四川按察司副使，六年（1633年）改兵備下川南，七年（1634年）罷職。

## 家族
曾祖趙魁賢，壽官；祖父趙鶴，贈南京光祿寺少卿；伯父趙邦柱，通政使司右參議；父趙邦梅，萬曆七年舉人。